# Natalia (album)
Natalia – pierwszy album Natalii Kukulskiej wydany w 1986 roku nakładem Muzy.

## Lista utworów
Źródło.
Strona A
1. „Co powie tata” (J. Kukulski, J. Dąbrowski) – 03:00
2. „Puszek-okruszek” (J. Kukulski, J. Dąbrowski) – 03:45
3. „Kołysanka dla E.T.” (J. Kukulski, A. Woy-Wojciechowski) – 03:12
4. „Mój pechowy dzień” (J. Kukulski, U. Surma) – 04:00
5. „Poleć ze mną” (J. Kukulski, E. Chotomska) – 3:11
6. „Please, tell me daddy” (J. Kukulski, J. Dąbrowski, T. Wyżyński) – 3:00

Strona B
1. „Ważne pytanie” (J. Kukulski, J. Dąbrowski) – 04:34
2. „Kup różowe okulary” (J. Kukulski, U. Surma) – 03:34
3. „Bal moich lalek” (J. Kukulski, J. Dąbrowski, A. Woy-Wojciechowski) – 04:35
4. „Dzieci Wirgiliusza” (J. Kukulski, T. Klimowski) – 03:50
5. „Mała smutna królewna” (J. Kukulski, L. Konopiński) – 3:35

## Twórcy
Źródło.

- Natalia Kukulska – wokal
- Jarosław Kukulski – muzyka, aranżacja, dyr. orkiestry
- Roman Wilhelmi – wokal w B 1
- Karolina Erol – wokal wspierający
- Elżbieta Grotek – wokal wspierający
- Andrzej Pielka – wokal wspierający
- Dominika Wojciechowska – wokal wspierający
- Patrycja Wojciechowska – wokal wspierający
- Grażyna Zawadzka – wokal wspierający